# Rafael Velilla
Rafael Gutiérrez Fernández-Velilla (Santander, 25 de agosto de 1939-Madrid, 2 de septiembre de 1977), más conocido como Rafael Velilla, fue un balonmanista español que jugaba como portero.

## Carrera deportiva

### Clubes
Formó parte del Club Atlético de Madrid entre 1960 y 1966. En ese último año se incorporó al Club Bofarull, en el que permaneció hasta 1972. En esta última etapa, destacaron sus numerosas incorporaciones al ataque como pivote, lo que le llevó a anotar gol para su equipo en alguna ocasión.

### Seleccción nacional
Fue internacional en 36 ocasiones con la selección española. Debutó el 6 de mayo de 1962 en Lisboa frente a Portugal y disputó su último encuentro el 23 de enero de 1972 ante Alemania en Ludwigshafen am Rhein. Formó parte de la expedición española en los Juegos Olímpicos de Múnich 1972 como tercer portero tras José Perramón y Jesús Guerrero, aunque no llegó a jugar ningún partido.

## Palmarés
- 4 Ligas de División de Honor (1961/62, 1962/63 y 1963/64 y 1964/65).
- 3 Copas del Generalísimo (1961/62, 1962/63 y 1965/66).

## Fuera de las pistas
Tras su retirada, ejerció como abogado y fue director gerente de La Hispano Inglesa hasta su prematura muerte en 1977.